# Havajsko otočje
Havajski otoci (Havajski: Mokupuni o Hawai'i) su arhipelag od osam velikih otoka, nekoliko atola i brojnih manjih hridi u sjevernom Tihom oceanu, koji se proteže oko 2.400 kilometara od otoka Hawaiʻi na jugu do najsjevernijeg otoka Ocean. Grupa je prije bila poznata Europljanima i Amerikancima kao Sendvič Otoci, ime koje je James Cook odabrao u čast 4. grofa od Sandwicha, tadašnjeg Prvog lorda Admiraliteta. Cook je slučajno naišao na otoke kada je prelazio Tihi ocean na svom trećem putovanju, na brodu HMS Resolution; kasnije je ubijen na otocima u povratnom posjetu. Suvremeni naziv otoka, koji potječe iz 1840-ih, potječe od imena najvećeg otoka, otoka Hawaiʻi.
Havaji se nalaze na Pacifičkoj ploči i jedina su američka država koja nije zemljopisno povezana sa Sjevernom Amerikom. Dio su polinezijske podregije Oceanije. Država Havaji zauzima arhipelag gotovo u cijelosti (uključujući uglavnom nenaseljene sjeverozapadne havajske otoke), s jedinim izuzetkom otoka Midway, koji također pripada Sjedinjenim Državama, iako kao jedan od njezinih neinkorporiranih teritorija unutar manjih udaljenih otoka Sjedinjenih Država.
Havajski otoci su izloženi vrhovi velikog podmorskog planinskog lanca poznatog kao Havajsko-Carski podmorski lanac, nastalog vulkanskom aktivnošću nad žarišnom točkom u Zemljinom plaštu. Otoci su udaljeni oko 3.000 kilometara od najbližeg kontinenta.

## Otoci i grebeni
Datum prvih naselja na Havajskim otocima tema je stalne rasprave. Arheološki dokazi ukazuju na naseljavanje već od 124. godine.
Kapetan James Cook, RN, posjetio je otoke 18. siječnja 1778. i nazvao ih "Sendvič Otoci" u čast 4. grofa od Sandwicha, koji je kao prvi lord Admiraliteta bio jedan od njegovih sponzora. Ovaj naziv bio je u upotrebi sve do 1840-ih, kada je lokalni naziv "Havaji" postupno počeo imati prednost.
Havajski otoci imaju ukupnu kopnenu površinu od 16.636,5 km². Osim Midwaya, koji je neinkorporirani teritorij Sjedinjenih Država, tim se otocima i otočićima upravlja kao Hawaiima — 50-om državom Sjedinjenih Država.

### Veliki otoci
| Otok       | Nadimak otoka       | Površina                     | Broj stanovnika (2010) | Gustoća naseljenosti              | Najviši vrh    | Visina najvišeg vrha | Starost (u milijunima godina) | Lokacija                              |
| ---------- | ------------------- | ---------------------------- | ---------------------- | --------------------------------- | -------------- | -------------------- | ----------------------------- | ------------------------------------- |
| Hawai'i    | The Big Island      | 40.280 sq mi (104.324,7 km2) | 185.079                | 45,948/sq mi (17,7407 stan./km2)  | Mauna Kea      | 13.796 ft (4.205 m)  | 0,4                           | 19°34′N 155°30′W / 19.567°N 155.500°W |
| Maui       | The Valley Isle     | 7.272 sq mi (18.834,4 km2)   | 144.444                | 198,630/sq mi (76,692 stan./km2)  | Haleakalā      | 10.023 ft (3.055 m)  | 1,3–0,8                       | 20°48′N 156°20′W / 20.800°N 156.333°W |
| O'ahu      | The Gathering Place | 5.967 sq mi (15.454,5 km2)   | 953.207                | 1.597,46/sq mi (616,78 stan./km2) | Mount Ka'ala   | 4.003 ft (1.220 m)   | 3,7–2,6                       | 21°28′N 157°59′W / 21.467°N 157.983°W |
| Kaua'i     | The Garden Isle     | 5.523 sq mi (14.304,5 km2)   | 66.921                 | 121,168/sq mi (46,783 stan./km2)  | Kawaikini      | 5.243 ft (1.598 m)   | 5,1                           | 22°05′N 159°30′W / 22.083°N 159.500°W |
| Moloka'i   | The Friendly Isle   | 2.600 sq mi (6.734,0 km2)    | 7.345                  | 28,250/sq mi (10,9074 stan./km2)  | Kamakou        | 4.961 ft (1.512 m)   | 1,9–1.8                       | 21°08′N 157°02′W / 21.133°N 157.033°W |
| Lāna'i     | The Pineapple Isle  | 1.405 sq mi (3.638,9 km2)    | 3.135                  | 22,313/sq mi (8,615 stan./km2)    | Lānaʻihale     | 3.366 ft (1.026 m)   | 1,3                           | 20°50′N 156°56′W / 20.833°N 156.933°W |
| Ni'ihau    | The Forbidden Isle  | 695 sq mi (1.800,0 km2)      | 170                    | 2,45/sq mi (0,944 stan.km2)       | Mount Pani     | 1.250 ft (381 m)     | 4,9                           | 21°54′N 160°10′W / 21.900°N 160.167°W |
| Kaho'olawe | The Target Isle     | 446 sq mi (1.155,1 km2)      | 0                      | 0/sq mi (0 stan./km2)             | Pu'u Moaulanui | 1.483 ft (452 m)     | 1,0                           | 20°33′N 156°36′W / 20.550°N 156.600°W |

Osam glavnih otoka Havaja (Windward otoci) navedeni su gore. Svi osim Kaho'olawea su naseljeni.

### Manji otoci i hridi
Država Havaji broji 137 "otoka" u havajskom lancu. Ovaj broj uključuje sve manje otoke, otočiće (hridi) kod velikih otoka (gore navedenih) i pojedinačne otočiće u svakom atolu. Ovo su samo neki:
- Ka'ula
- Lehua
- Makapu'u
- Mānana
- Stijena Mōkōlea
- Moku'ume'ume
- Mokoli'i
- Molokini
- Moku Manu
- Moku Ola
- Moku o Lo'e
- Nā Mokulua

### Djelomični otoci, atoli, grebeni
Djelomični otoci, atoli, grebeni (zapadno od Niʻihaua su nenaseljeni osim atola Midway) čine sjeverozapadne havajske otoke (Leeward otoke):
- Nihoa (Mokumana)
- Necker (Mokumanamana)
- French Frigate Shoals (Kānemilohaʻi)
- Gardner Pinnacles (Pūhāhonu)
- Greben Maro (Nalukākala)
- Laysan (Kauō)
- Otok Lisianski (Papaʻāpoho)
- Atol Biser i Hermes (Holoikauaua)
- Atol Midway (Pihemanu)
- Atol Kure (Mokupāpapa)

## Geologija
Ovaj lanac otoka, ili arhipelag, razvio se dok se Pacifička ploča polako pomicala prema sjeverozapadu preko žarišta u Zemljinom plaštu brzinom od približno 51 km na milijun godina. Zato je jugoistočni otok vulkanski aktivan, dok su otoci na sjeverozapadnom kraju arhipelaga stariji i tipično manji, zbog duže izloženosti eroziji. Starost arhipelaga procijenjena je metodama datiranja kalij-argonom. Iz ove studije i drugih, procjenjuje se da je najsjeverozapadniji otok, Atol Kure, najstariji s otprilike 28 milijuna godina (Ma); dok je najjugoistočniji otok, Hawaiʻi, otprilike 400 000 godina. Jedini aktivni vulkanizam u posljednjih 200 godina bio je na jugoistočnom otoku, Hawaiʻi i na potopljenom, ali rastućem vulkanu na krajnjem jugoistoku, Loʻihi . Havajski vulkanski opservatorij USGS-a dokumentira nedavnu vulkansku aktivnost i pruža slike i tumačenja vulkanizma. Kīlauea je eruptirala gotovo neprekidno od 1983. kada je prestala u kolovozu 2018.
Gotovo sva magma žarišta ima sastav bazalta, pa su havajski vulkani gotovo u potpunosti sastavljeni od ove magmatske stijene. Ima vrlo malo krupnozrnog gabra i dijabaza. Nefelinit je izložen na otocima, ali je izuzetno rijedak. Većina erupcija na Havajima su erupcije havajskog tipa jer je bazaltna magma relativno fluidna u usporedbi s magmama koje su obično uključene u eksplozivnije erupcije, kao što su andezitske magme koje proizvode neke od spektakularnih i opasnih erupcija oko ruba pacifičkog bazena.
Otok Hawaiʻi (Veliki otok) najveći i najmlađi otok u lancu, izgrađen od pet vulkana. Mauna Loa, koja zauzima polovicu Velikog otoka, najveći je štitni vulkan na Zemlji. Mjeren od razine mora do vrha je viši od 4 km, od razine mora do morskog dna oko 5 km.

### Potresi
Havajski otoci imaju mnogo potresa, uglavnom uzrokovanih vulkanskom aktivnošću. Većinu ranog praćenja potresa obavili su misionari Titus Coan, Sarah J. Lyman i njezina obitelj u Hilu. Između 1833. i 1896. zabilježeno je otprilike 4 ili 5 potresa godišnje.
Havaji su činili 7,3% prijavljenih potresa u Sjedinjenim Državama magnitude 3,5 ili više od 1974. do 2003., s ukupno 1533 potresa. Havaji su rangirani kao država s trećom po broju potresa u ovom razdoblju, nakon Aljaske i Kalifornije.
Potres magnitude 6,7 dogodio se 15. listopada 2006. na sjeverozapadnoj obali otoka Havaja, u blizini područja Kona na velikom otoku. Nakon početnog potresa otprilike pet minuta kasnije uslijedio je naknadni potres magnitude 5,7. Na većem dijelu Velikog otoka prijavljena je manja do umjerena šteta. Nekoliko glavnih prometnica postalo je neprohodno zbog odrona stijena, a posljedice su se osjetile čak i od Honolulua, Oahu, gotovo 240 km od epicentra. Nestanak struje trajao je od nekoliko sati do nekoliko dana. Puklo je nekoliko vodovoda. Nije bilo smrtnih slučajeva niti ozljeda opasnih po život.
Potres jačine 6,9 dogodio se 4. svibnja 2018. u zoni vulkanske aktivnosti iz Kīlauee.
Potrese prati Havajski vulkanski opservatorij koji vodi USGS.

### Tsunamiji
Havajski otoci podložni su tsunamijima, velikim valovima koji udaraju o obalu. Tsunamije najčešće uzrokuju potresi negdje u Pacifiku. Valovi proizvedeni potresima putuju brzinama od 600–800 kilometara na sat i mogu utjecati na obalna područja udaljena tisućama kilometara.
Tsunamiji također mogu potjecati s Havajskih otoka. Eksplozivna vulkanska aktivnost može uzrokovati tsunamije. Otok Molokai imao je katastrofalan kolaps ili klizište prije više od milijun godina; ovo podvodno klizište vjerojatno je uzrokovalo tsunamije. Odron Hilina na otoku i je još jedno potencijalno mjesto za veliko klizište i rezultirajući tsunami.
Grad Hilo na Velikom otoku najviše je pogođen tsunamijima, gdje je nadolazeća voda naglašena oblikom zaljeva Hilo. Obalni gradovi imaju sirene za upozorenje na tsunami.
Tsunami kao posljedica potresa u Čileu pogodio je otoke 27. veljače 2010. godine. Bio je relativno malen, ali lokalni službenici za hitne slučajeve upotrijebili su najnoviju tehnologiju i naredili evakuaciju u pripremi za mogući veliki događaj. Guverner je to proglasio "dobrom vježbom" za sljedeći veliki događaj.
Tsunami kao posljedica potresa u Japanu pogodio je otoke 11. ožujka 2011. godine. Bio je relativno malen, ali lokalni dužnosnici naredili su evakuaciju u pripremi za mogući veći događaj. Tsunami je prouzročio štetu od oko 30,1 milijuna dolara.

## Ekologija
Otoci su dom mnoštva endemskih vrsta. Polinežani su prvi uveli alohtono drveće, biljke i životinje. To je uključivalo vrste kao što su štakori i svinje, koji su lovili domaće ptice i beskralješnjake koji su u početku evoluirali u nedostatku takvih grabežljivaca. Rastuća populacija ljudi također je dovela do krčenja šuma, degradacije šuma, travnjaka bez drveća i degradacije okoliša. Kao rezultat toga, mnoge vrste koje su ovisile o šumskim staništima i hrani su izumrle - s mnogim trenutnim vrstama pred izumiranjem. Kako su ljudi čistili zemlju za poljoprivredu, monokulturna proizvodnja usjeva zamijenila je sustave s više vrsta.
Dolazak Europljana imao je značajniji utjecaj, uz promicanje velike izvozne poljoprivrede jedne vrste i ispaše stoke. To je dovelo do povećanog krčenja šuma i razvoja gradova, dodajući mnogo više vrsta na popis izumrlih životinja Havajskih otoka. Od 2009., mnoge od preostalih endemskih vrsta smatraju se ugroženima.

## Nacionalni spomenik
Dana 15. lipnja 2006., predsjednik SAD-a George W. Bush izdao je javni proglas kojim se stvara nacionalni morski spomenik Papahānaumokuākea prema Zakonu o starinama iz 1906. godine. Spomenik obuhvaća sjeverozapadne Havajske otoke i okolne vode, čineći najveći rezervat za morske divlje životinje na svijetu. U kolovozu 2010. UNESCO-ov Odbor za svjetsku baštinu dodao je Papahānaumokuākeu na svoj popis mjesta svjetske baštine. Predsjednik Barack Obama je 26. kolovoza 2016. uvelike proširio Papahānaumokuākeu, četverostruko je povećao njegovu površinu.

## Klima
Havajski su otoci tropski, ali doživljavaju mnoge različite klime, ovisno o nadmorskoj visini i okruženju. Najviše oborina otoci primaju od pasata na svojim sjevernim i istočnim bokovima (zavjetrena strana) kao rezultat orografskih oborina. Obalna područja općenito, a posebno južni i zapadni bokovi, odnosno zavjetrine, obično su sušniji.
Općenito, nizine Havajskih otoka primaju većinu svojih oborina tijekom zimskih mjeseci (od listopada do travnja). Sušniji uvjeti općenito prevladavaju od svibnja do rujna. Tropske oluje i povremeni uragani obično se javljaju od srpnja do studenog.
Tijekom ljetnih mjeseci prosječna temperatura je oko 29 °C, u zimskim mjesecima iznosi oko 26 °C. Kako je temperatura relativno konstantna tijekom godine, vjerojatnost opasnih grmljavina je približno niska.

## Daljnja literatura
- Morgan, Joseph R. 1996. Volcanic Landforms. Hawai'i: A Unique Geography. Bess Press. Honolulu, HI. ISBN 9781573060219. OCLC 693187693 Prenosi Internet Archive

- Integrirana informativna web stranica usredotočena na Havajski arhipelag iz Pacifičke regije Integrated Data Enterprise (PRIDE) .
- 9780824885786 Macdonald, Gordon A.; Abbott, Agatin. Volcanoes in the Sea: The Geology of Hawaii. Honolulu: University of Hawaii Press. Honolulu. doi:10.1515/9780824885786. ISBN 9780824885786. OCLC 1253313940
  - Izdanje iz 1970.: Volcanoes in the Sea: The Geology of Hawaii (registration required)
- Oceanski atlas Havaja  Arhivirana inačica izvorne stranice od 7. travnja 2022. (Wayback Machine) – SOEST na Sveučilištu Hawaiʻi.
- Hawaiian Volcanoes – Introduction – Department of Geosciences Corvallis, OR, USA

## Vanjske poveznice
|  | Zajednički poslužitelj ima još gradiva o temi Havajsko otočje |